# オール・タイム・ロウ
オール・タイム・ロウ (All Time Low) は、アメリカ合衆国メリーランド州ボルチモア出身のポップ・パンクバンドである。
グリーン・デイやブリンク 182からの影響が感じられるパンク・ロックであるが、そのとびきりキャッチーなメロディー、高いパフォーマンス性、端正なルックス等に全米から注目が集まり、インディーズアーティストながら着実にファンを増やしていった。
2010年から2年間はメジャーレーベルのインタースコープ・レコードで活動していたが、2012年に再びインディーズレーベルのホープレス・レコードに戻った。

## 来歴

### 2003年-2006年: 「結成」〜「The Party Scene」
2003年に、高校生だったアレックス・ガスカースとジャック・バラカットを中心に結成。バンド名はニュー・ファウンド・グローリーの "Head On Collision" という楽曲の歌詞から取り「All Time Low」と名付けられた。結成時は、主にブリンク 182のカバーを行っていた。
バンド結成当初は全員が高校生のため、移動に長期間を要する大規模なライブは学校が休みの期間に行われていた。
2004年10月1日に地元インディーズのEmerald Moon Recordsから、1stEP 『The Three Words To Remember In Dealing With The End』でデビュー。
2005年7月19日、1stアルバム『The Party Scene』をリリースした。
2006年に大手インディーズのホープレス・レコードに移籍し、同年7月25日に2ndEP『Put Up Or Shut Up』 をリリース（この時メンバー全員がまだ高校生だったが、リリース直後に卒業している）。インディーズアルバムチャートにて20位を記録した。

### 2007年-2008年: 「So Wrong, It's Right」

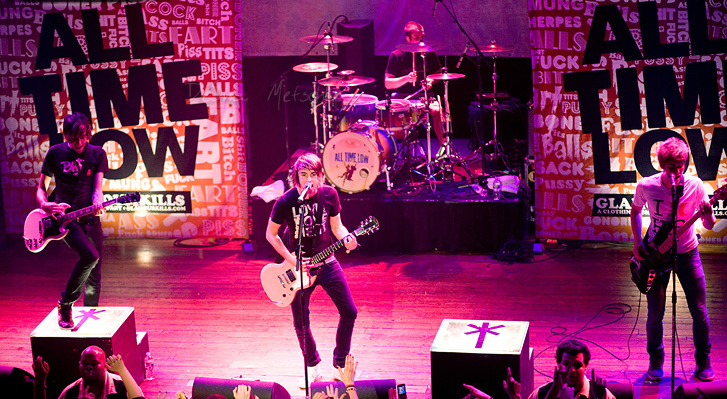
シカゴでのライブ（2008年）

2007年9月25日に2ndアルバム『So Wrong, It's Right』をリリースし、全米アルバムチャートにて62位を記録。全世界で30万枚以上を売り上げている。
このアルバムからの2ndシングル「Dear Maria, Count Me In」は、彼等の地元のストリッパーについて書かれた曲で、曲名にもあるマリア（Maria）はそのストリッパーの名前である。全米ポップシングルチャートにて最高86位を記録し、ライブの最後の曲として締めくくられるなど、彼等の代表曲でもある。
その後も彼等の人気は上がり続け、アメリカ最大のロック専門雑誌、オルタナティヴ・プレスの「Band of the Year 2008」に選出された。

### 2009年: 「Nothing Personal」
2009年5月に初来日を果たす。

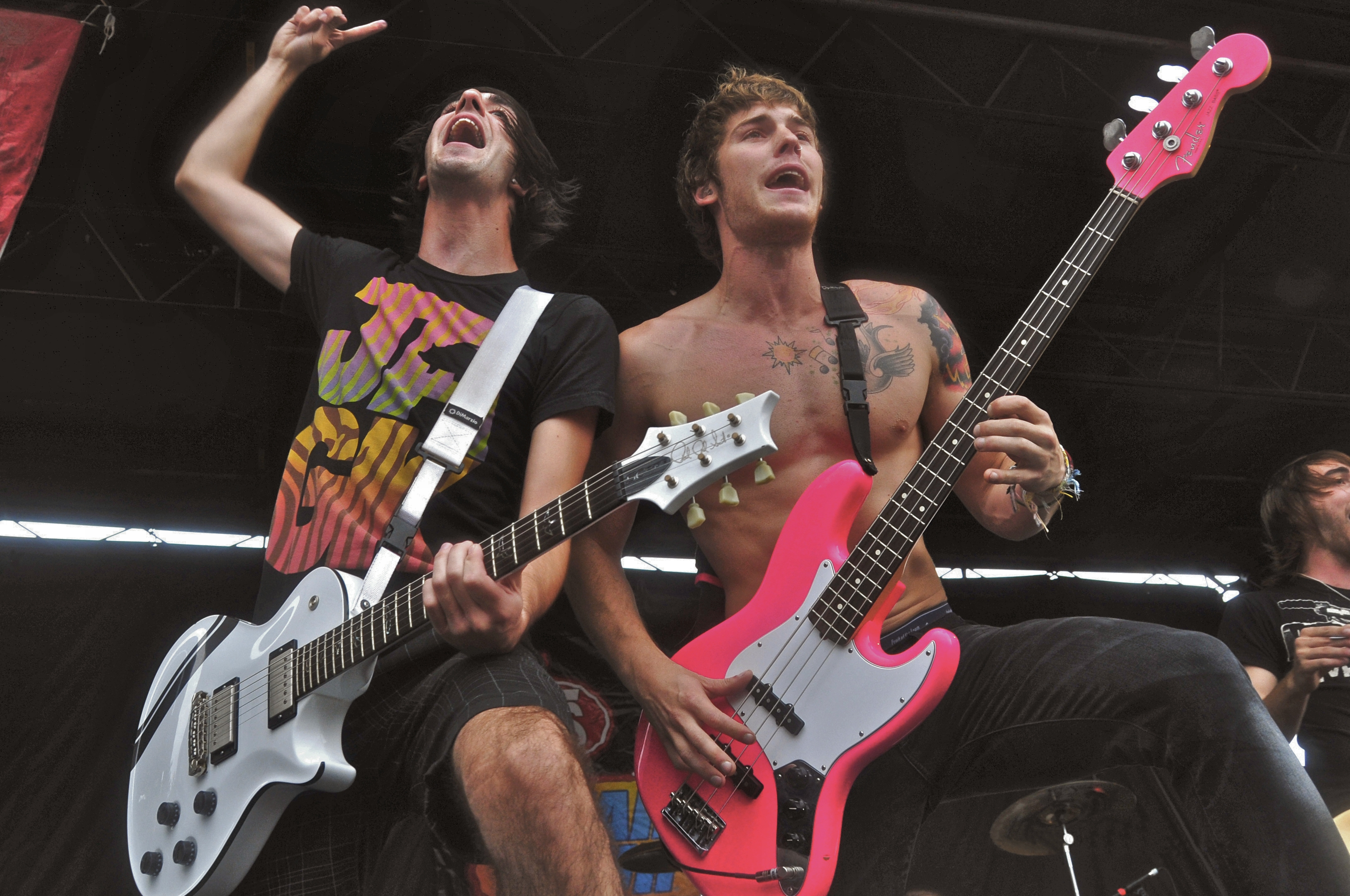
ジャック（左）とザック（2009年）

2009年7月7日、3rdアルバム『Nothing Personal』をリリース。全米アルバムチャートにて初登場4位を記録した。このアルバムは、マット・スクワイアや、ブッチ・ウォーカーら大物プロデューサーを複数起用した大作となっている。このアルバムからの1stシングルは「Weightless」。
2009年10月から12月までは、ヘッドライナーとしてウィー・ザ・キングスやヘイ・マンデーなどと共に、大規模な全米ツアー「The Glamour Kills Tour」も行っている。
2009年11月、メジャーレーベルのインタースコープ・レコードとすでに契約を交わしていた事を発表した。

### 2010年-2011年: 「Dirty Work」
2010年公開の映画『アリス・イン・ワンダーランド』のサウンドトラック『オールモスト・アリス』に「Painting Flowers」という楽曲を提供している。
2010年2月1日、アコースティック・ミニライブアルバム『MTV Unplugged』をリリース。(日本盤は2009年12月23日先行リリース。)
2010年5月25日、フルライブアルバム『Straight to DVD』をリリース。8月にはサマーソニックに出演するため、来日した。
2010年12月9日に期間限定で初となるクリスマス曲「Merry Christmas Kiss My Ass」を公式サイトにて無料配信された。
2011年6月7日、通算4枚となるメジャーデビューアルバム『Dirty Work』をリリース。全米アルバムチャート初登場6位を記録。プロデューサーには前作のアルバムを担当したマット・スクワイア、ブッチ・ウォーカーは変わらず、複数での制作となった。またこのアルバムからの1stシングル「I Feel Like Dancin'」はウィーザーのフロントマン、リヴァース・クオモとの共作であり、よりポップな曲調となっている。
2011年9月に3度目となる来日公演を行い、10月には新曲のレコーディングがアナウンスされた。

### 2012年-2014年: 「Don't Panic」
約半年という早い間隔の2012年3月31日、4月1日とパンクスプリングで4度目の来日を果たす。
2012年5月、インタースコープ・レコードから離れる事を発表。6月1日に新曲「The Reckless and the Brave」を公式サイトにて無料配信された。
2012年7月3日、バンドは再び古巣ホープレス・レコードとサインを交わした。
2012年のワープド・ツアーをヘッドライナーで終えたバンドは、10月9日に5thアルバムをリリースする事を発表。
2012年8月24日、ニューアルバムからの1stシングル「For Baltimore」を、オルタナティヴ・プレスのホームページ上にて発表。
2012年10月7日、バンドは高円寺HIGHを皮切りに、東京、ロンドン、ニューヨークを3日で周る「World Triptacular」が開催された。これは新作を控えたスペシャルライブツアーであり、チケットは発売から1分で即完売となった。
前作から1年4ヶ月という短い期間を経て、2012年10月9日に、5thアルバム『Don't Panic』がリリースされた。全米アルバムチャート初登場6位を記録。今作では、前作・前々作と、数曲においてタッグを組んだマイク・グリーンを単独起用した作品となっている。
2013年3月、6度目の来日。今回は4年ぶりとなる東名阪でのツアーを行った。
2013年10月1日に『Don't Panic: It's Longer Now』をリリース。このアルバムは『Don't Panic』に新曲を追加させたリイシュー盤で、全世界で1万5000枚しかリリースされない限定盤である。全米アルバムチャート初登場19位を記録。
2013年10月27日、ツアークルーの中でも中心的な存在で、バンドのバックコーラスも務めていたマットがクルーを脱退する事を発表した。友好的な別れであり、ツアークルーを務めていた期間は7年と74日であった。

### 2015年-2016年: 「Future Hearts」
2015年4月8日、6thアルバム「Future Hearts」をリリース。
2015年8月15日・16日、ロック・フェスティバル「サマーソニック」出演。
2016年、ツアー「ONE THOUSAND MILES TOUR 2016」の一組として、Oneokrock,PVRISと共に1月30・31日東京、2月2日大阪、3日名古屋に出演。
2016年8月27日、アルバム「Future Hearts」におけるヨーロッパアリーナツアーのうち、ウェンブリーアリーナの公演をライブCD/DVDバッケージにした「Straight To DVD II: Past, Present, and Future Hearts 」をリリース。

### 2017年-現在: 「Last Young Renegade」
2017年6月2日、7thアルバム「Last Young Renegade」をリリース。

## メンバー
アレックス・ガスカース（Alex Gaskarth）
- ボーカル、ギター担当。
- 生年月日 1987年12月14日（37歳）
- 本名は、アレクサンダー・ウィリアム・ガスカース（Alexander William Gaskarth）。
- 身長182cm。
- 出身地はイギリスのエセックス（Essex, England）だが、7歳の時にアメリカのメリーランド州（Maryland）に引っ越した。
- 2003年に入学したデュラニー高校（Dulaney High School）で現在のメンバーと出会い、オール・タイム・ロウを結成。
その後の2006年に同高校を卒業し、本格的にバンド活動を始めるようになる。
- 大半の楽曲の作詞を担当している。
- 2015年5月、ボルチモア（Baltimore）のプロ野球チーム「オリオーズ」（Orioles）の試合前にアメリカの国歌を歌った。
- 10年以上付き合っていたリサ・ルオーコ（Lisa Ruocco）と2015年2月に婚約。2016年4月に結婚。[11]
- 好きな食べ物はブラウニー。

ジャック・バラカット（Jack Barakat）
- ギター、バックボーカル担当。
- 生年月日 1988年6月18日（36歳）
- 本名は、ジャック・バッサム・バラカット（Jack Bassam Barakat）。
- 身長185cm。
- レバノン（Lebanon）で生まれ、その後アメリカのメリーランド州（Maryland ）に引っ越した。
- 好きな食べ物はピザ、そしてアルコール好きとしても知られている。

ザック・メリック（Zack Merrick）
- ベース、バックボーカル担当。
- 生年月日 1988年4月21日（36歳）
- 本名は、ザカリー・スティーブン・メリック（Zachary Steven Merrick）。
- 身長180cm。
- メリーランド州（Maryland）のボルチモア（Baltimore）出身。
- 11歳の時からベースを始める。
- メンバーの中で一番クールな性格で、口数も少ない。
- 趣味は筋トレ、カメラ、サーフィン、スケートボードなど。

ライアン・ドーソン（Rian Dawson）
- ドラムス担当。
- 生年月日 1987年12月18日（37歳）
- 本名は、ロバート・ライアン・ドーソン（Robert Rian Dawson）。
- 身長177cm。
- ザックと同じくボルチモア（Baltimore）出身。
- 9歳からドラムを始める。
- 歌手のキャサディー・ポープと長年交際。2017年2月に婚約したが、その後破局。
- 使用しているドラムメーカーはSJC。

## 元メンバー
クリス・コルティレロ（Chris Cortilello） – ベース (2003) 
TJ・イール（TJ Ihle） – リードギター、バックボーカル (2003)

## ディスコグラフィー

### アルバム
| 年                                        | タイトル             | アルバム詳細                                                                                                | チャート最高位 | チャート最高位 | チャート最高位 | チャート最高位 | チャート最高位 | チャート最高位 | チャート最高位 | チャート最高位 | チャート最高位 | 認定                          |
| 年                                        | タイトル             | アルバム詳細                                                                                                | US             | AUS            | BEL            | CAN            | JPN            | IRE            | NLD            | SWE            | UK             | 認定                          |
| ----------------------------------------- | -------------------- | --- | -------------- | -------------- | -------------- | -------------- | -------------- | -------------- | -------------- | -------------- | -------------- | ----------------------------- |
| 2005                                      | The Party Scene      | - 発売日: 2005年7月19日 - レーベル: Emerald Moon - フォーマット: CD                                         | —              | —              | —              | —              | —              | —              | —              | —              | —              |                               |
| 2007                                      | So Wrong, It's Right | - 発売日: 2007年9月25日 - レーベル: Hopeless - フォーマット: CD, LP, digital download - 全米売上: 18万枚    | 62             | —              | —              | —              | 167            | —              | —              | —              | —              | - US: ゴールド                |
| 2009                                      | Nothing Personal     | - 発売日: 2009年7月7日 - レーベル: Hopeless - フォーマット: CD, digital download - 全米売上: 13.5万枚       | 4              | 71             | —              | 22             | 69             | —              | 86             | 22             | 104            | - US: ゴールド - UK: ゴールド |
| 2011                                      | Dirty Work           | - 発売日: 2011年6月7日 - レーベル: Interscope - フォーマット: CD, LP, digital download - 全米売上: 10.7万枚 | 6              | 13             | 83             | 13             | 41             | 34             | 67             | —              | 20             |                               |
| 2012                                      | Don't Panic          | - 発売日: 2012年10月9日 - レーベル: Hopeless - フォーマット: CD, digital download - 全米売上: 17万枚        | 6              | 13             | 65             | 18             | 55             | 25             | 34             | 43             | 9              | - UK: シルバー                |
| 2015                                      | Future Hearts        | - 発売日: 2015年4月7日 - レーベル: Hopeless - フォーマット: CD, LP, digital download - 全米売上: 7.5万枚    | 2              | 4              | 27             | 3              | 37             | 7              | 18             | 53             | 1              | - UK: シルバー                |
| 2017                                      | Last Young Renegade  | - 発売日: 2017年6月2日 - レーベル: Fueled by Ramen - フォーマット: CD, LP, digital download                 | 9              | 5              | 28             | 38             | —              | 18             | 45             | —              | 7              |                               |
| 2020                                      | Wake Up, Sunshine    | - 発売日：2020年4月3日 - レーベル：Fueled by Ramen - フォーマット：CD, CS, DL, LP                           | 31             | 12             | —              | 92             | 171            | —              | —              | —              | 3              |                               |
| 2023                                      | Tell Me I'm Alive    | - 発売日：2023年3月17日 - レーベル：Fueled by Ramen - フォーマット：CD, CS, DL, LP                          | —              | 38             | —              | —              | —              | —              | —              | —              | —              |                               |
| "—"は未発売またはチャート圏外を意味する。 |                      | |                |                |                |                |                |                |                |                |                |                               |

### シングル
| 発表   | 曲名                                  | チャート最高位 | チャート最高位 | 収録アルバム                                   |
| 発表   | 曲名                                  | Hot 100        | UK Single      | 収録アルバム                                   |
| ------ | ------------------------------------- | -------------- | -------------- | ---------------------------------------------- |
| 2005年 | Circles                               | —              | —              | The Party Scene                                |
| 2006年 | The Girl's A Straight-Up Hustler      | —              | —              | The Party Scene                                |
| 2006年 | Coffee Shop Soundtrack                | —              | —              | Put Up Or Shut Up                              |
| 2007年 | Six Feet Under the Stars              | —              | —              | So Wrong, It's Right                           |
| 2008年 | Dear Maria, Count Me In               | —              | —              | So Wrong, It's Right                           |
| 2008年 | Poppin' Champagne                     | —              | —              | So Wrong, It's Right                           |
| 2009年 | Weightless                            | —              | 100            | Nothing Personal                               |
| 2009年 | Damned If I Do Ya (Damned If I Don't) | 67             | —              | Nothing Personal                               |
| 2009年 | Umbrella (Rihanna cover)              | —              | —              | Punk Goes Crunk                                |
| 2009年 | Toxic Valentine                       | —              | —              | Jennifer's Body: Music from the Motion Picture |
| 2010年 | Lost in Stereo                        | —              | 63             | Nothing Personal                               |
| 2010年 | Painting Flowers                      | —              | —              | Almost Alice                                   |
| 2011年 | I Feel Like Dancin'                   | —              | 85             | Dirty Work                                     |
| 2011年 | Forget About It                       | —              | —              | Dirty Work                                     |
| 2011年 | Time-Bomb                             | —              | —              | Dirty Work                                     |
| 2012年 | The Reckless and the Brave            | —              | —              | Don't Panic                                    |
| 2012年 | For Baltimore                         | —              | 136            | Don't Panic                                    |
| 2012年 | Somewhere in Neverland                | —              | 111            | Don't Panic                                    |
| 2013年 | Backseat Serenade                     | —              | —              | Don't Panic                                    |
| 2013年 | A Love Like War(feat.Vic Fuentes)     | —              | 56             | Don't Panic: It's Longer Now                   |
| 2015年 | Something's Gotta Give                | —              | 84             | Future Hearts                                  |
| 2015年 | Kids in the Dark                      | —              | —              | Future Hearts                                  |

### EPs
- The Three Words to Remember in Dealing with the End （2004年10月1日）
- Put Up or Shut Up （2006年7月25日）

### ライブアルバム
- MTV Unplugged （アコースティック・ミニライブアルバム。CD/DVD2枚組み。CDには6曲。DVDにはそれらの演奏風景と、オフショットを収録している。2010年2月1日）
- Straight to DVD （初のフルライブアルバム。CD/DVD2枚組み。CDには15曲。DVDには70分に及ぶライブ映像と、オフショットを収録している。2010年5月25日）
- Straight to DVD II(2枚目のフルライブアルバム。CD/DVD2枚組み。)

### 配信限定
- Live from MySpace Secret Shows （2009年8月14日）
- Live Session (iTunes Exclusive) - EP （2009年11月17日）

### サウンドトラック
- 「Come One, Come All」 - Music from Degrassi: The Next Generation （2008年）
- 「Toxic Valentine」 - Jennifer's Body: Music from the Motion Picture （2009年）
- 「Painting Flowers」 - Almost Alice （2010年）

### カバー曲
- 「Time to Break Up」(ブリンク 182) - A Tribute to Blink 182: Pacific Ridge Records Heroes of Pop-Punk （2006年）
- 「Umbrella」(リアーナ) - Punk Goes Crunk （2008年）
- 「Alejandro」(レディー・ガガ) - Radio 1's Live Lounge – Volume 5 （2010年）
- 「True Colors」(シンディ・ローパー) - Love Is Hopeless 2013 （2013年）

### デモ曲
- 「We All Fall Down」 （2006年）
- 「Actors」 （2010年）
- 「Art of The State」 （2011年）
- 「Hold I Against Me」(Britney Spears cover) （2011年）

### 参加曲
- 「Disconnect」 （2007年）　The Dangerous Summer
- 「No One Can Touch Us」 （2008年） Sing It Loud
- 「Don't Wait」 （2008年）　Hit The Lights
- 「Bittersweet Symphony(The Verve cover)」 （2008年） Ace Enders and a Million Different People
- 「Molly Makeout」 （2009年） The Friday Night Boys
- 「Freaking Me Out」 （2011年） Simple Plan
- 「Kiss Me Again」 （2011年） We Are the In Crowd
- 「Telescope」 （2012年） Yellowcard
- 「Long Way Home」（2014年。バックボーカル・作詞）5 Seconds of Summer
- 「Kiss Me Kiss Me」、「End Up Here」、「Rejects」（2014年・作詞）5 Seconds of Summer
- 「Jaded」（2017年） ONE OK ROCK

## 来日公演
| 開催年 | 日付・場所 |
| ------ | --- |
| 2009年 | - 5月25日、26日「渋谷 CLUB QUATTRO」 - 5月28日「名古屋 CLUB QUATTRO」 - 5月29日「心斎橋 CLUB QUATTRO」                                                         |
| 2010年 | - 8月7日〜8日まで「サマーソニック」出演。 |
| 2011年 | - 9月16日「渋谷 duo music exchange」 - 9月18日「横浜 BAYHALL」 - 9月20日「大阪 BIGCAT」                                                                        |
| 2012年 | - 3月31日〜4月1日まで「パンクスプリング 2012」出演。 - 4月3日「パンクスプリング 2012 EXTRA SHOW」出演。 - 10月7日「高円寺HIGH」にて「World Triptacular」開催。 |
| 2013年 | - 3月11日「渋谷 O-EAST」 - 3月12日「梅田 AKASO」 - 3月13日「名古屋 CLUB QUATTRO」                                                                              |
| 2015年 | - 8月15日〜16日まで「サマーソニック」出演。 |
| 2016年 | - 1月30日〜2月3日まで「ONE THOUSAND MILES TOUR 2016」出演。 |

## その他
- 1stEPの『The Three Words To Remember In Dealing With The End』と1stアルバム『The Party Scene』は現在廃盤となっており、入手するのはかなり困難である。
- スポンサーにはナイキ、グラマーキルズ、ロックスター・エナジー・ドリンクなど。
- メンバー達は非常に仲が良く、クルーもインディーズ初期の頃からのメンバーであり、その仲の良さがバンドの飛躍につながっていることは確かである。